# غاربانيا
غاربانيا (بالإيطالية: Garbagna)‏ هي بلدية في مقاطعة ألساندريا في إقليم بييمونتي في إيطاليا.

## السكان
في سنة 1861 بلغ عدد السكان 1٬422 نسمة، وتطور العدد ليصل في سنة 2011 لـ 707 نسمة.
يظهر هذا المخطط البياني تطور النمو السكاني لـ غاربانيا

## معرض صور

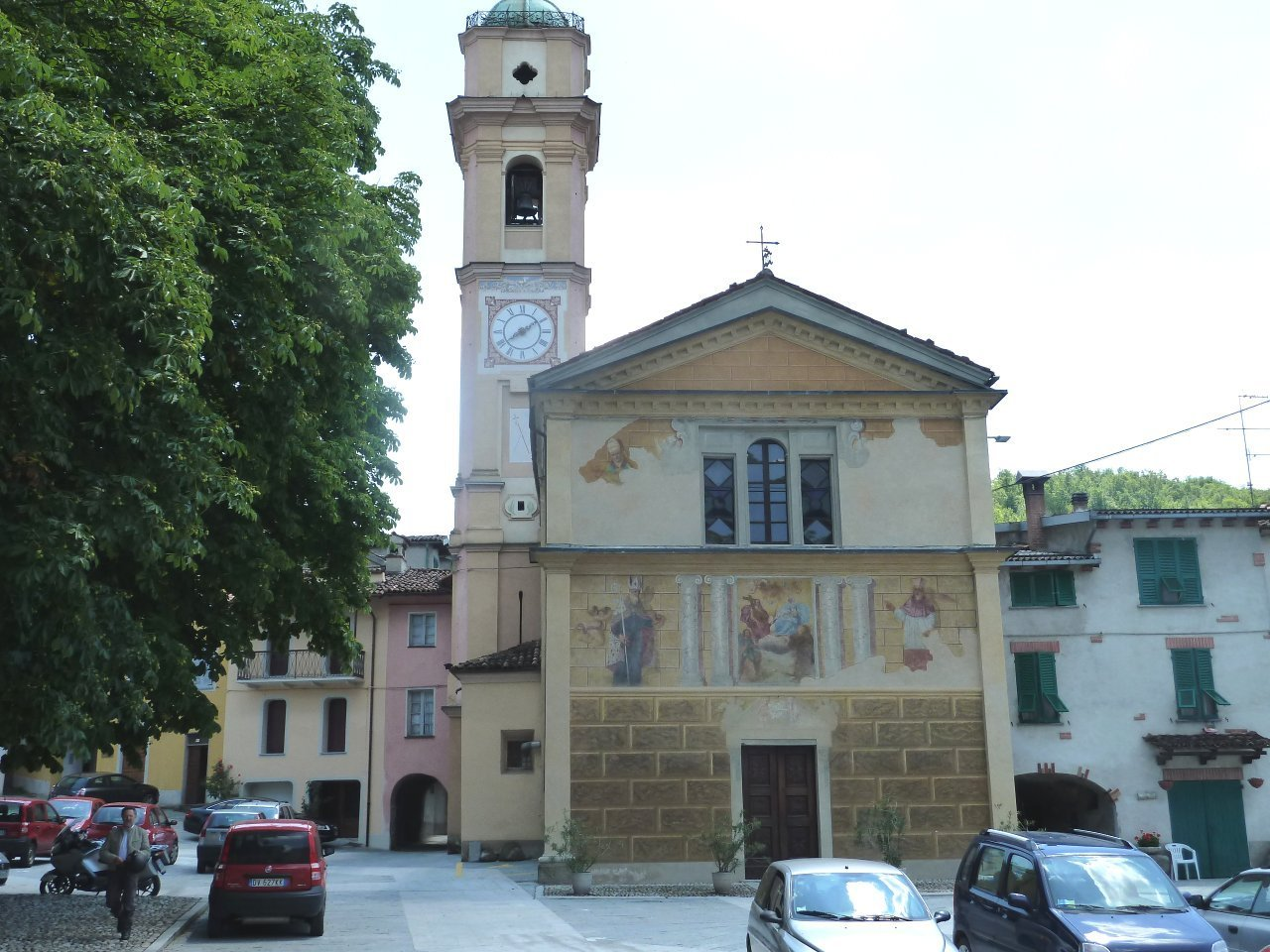
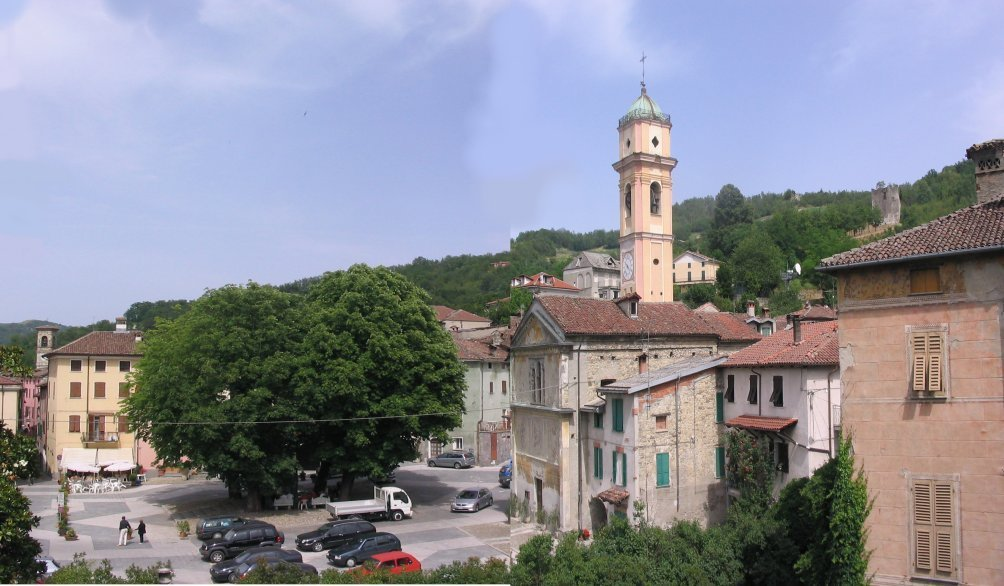
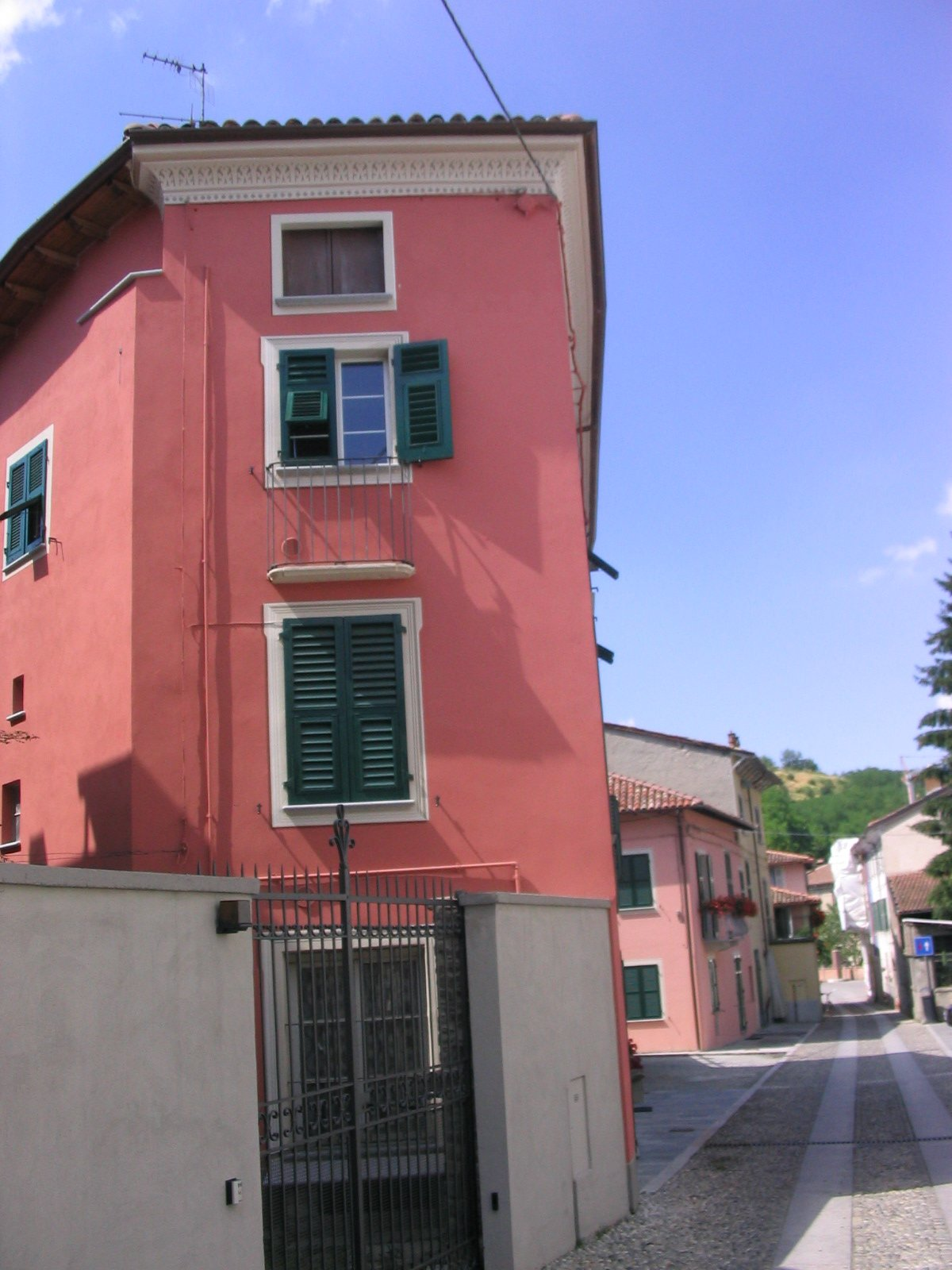